# 角島奈知
角島 奈知（かくしま なち、1986年1月21日 - ）は、日本のローカルタレント、第9期ウェザーニュースお天気キャスター（中国・四国エリア）、元ローカルアイドル。広島県広島市出身。血液型A型。

## 人物・概要
- 広島県立高陽高等学校卒業、広島文化短期大学を中退（いずれも本人のブログ参照[どこ?]）。
- 広島県を中心に活動するローカルアイドル「サンフラワー」の元メンバー。呼称はNACHI。ユニット内ユニット「Rising Power House」のメンバーでもあった。
- 気管支喘息の持病を3歳の頃から患っている。子宮内膜症も発症していることをブログ内で告白している。
- 身長156cm
- 2013年7月、ブログにて婚約を発表。相手については言及せず。
- 2014年9月、入籍を発表。
- 現在の[いつ?]本業はアパレル店員だが、たまにタレント活動を行うことがある。

## 「サンフラワー」としての活動
- ロコドルとして主に地元の広島県内で、イベントとライブステージ公演を行ったが、関東・関西地方等にも遠征し、ライブツアーも行った。
- 初期時代の「プリンセスパラダイス」からの古参メンバーであり、サンフラワーではタンバリンやラップ、MCを担当。
- サンフラワーが事実上の活動休止となった後も個人で活動しており、メンバー内では一番知名度が上がっている。

## 「Rising Power House」としての活動
サンフラワーのメンバーyu-ko（石原優子）、男性ヴォーカリストHIRO（中野ひろゆき）、rika（熊本梨佳、ひらめっ娘学園の出演者でもあるヤマンバ）が参加する4人組のユニット。ユニット名は「日出づる国」という意味が含まれており、海外でも活動できるようにユニット名がつけられた。

## 「ひらめっ娘」としての活動
テレビ新広島のローカル番組『Local★STAR ひらめっ娘学園』になちという名で2代目学級委員長としてレギュラー出演した（2007年3月に番組終了）。

## その他の活動
- ファミリーマートMFCカネボウコスミリオン第3期POPガール（2007年9月-）

コンビニコスメのモデルとして選出。
- ウェザーニュース中国・四国地区第9期お天気キャスター（2008年5月1日 - 8月31日）

約2000人の中からオーディションを経て合格。楪望とともに中国四国エリアのキャスターを務めた。
- 広島レポーターズ（株式会社リビングコミュニケーションズ）の一員として活動。
- 株式会社ウエストスポットCM（2013年1月）
- カーセブンガール準グランプリ（カーセブン福山店イメージガール）

## 主な出演番組

### テレビ
- アグレッシブですけど、何か?（HOME）
- Local★STAR ひらめっ娘学園（2006年4月14日 - 2007年3月16日、TSS）
- アォーン!（2011年5月27日 - 2014年3月14日、RCC）
- 恋とか愛とか（仮）（2016年9月8日・9月15日・9月22日・9月29日、広島ホームテレビ） Episode17「引きずる女」チハル 役

### ラジオ
- ひろしまPステーションMOW WORLD（終了）
- FMななみ773クラブ（終了）

### 雑誌
- 月刊Me-Ya（終了）
- パチンコ必勝本スペシャル（辰巳出版）（コラムを書いていた/終了）